# Paco Plaza
Paco Plaza (València, 1973) és un director de cinema valencià que resideix a Barcelona. És Llicenciat en Ciències de la Informació per la Universitat de València i està diplomat en Direcció Cinematogràfica per l'Escola de Cinematografia i de l'Audiovisual de la Comunitat de Madrid (ECAM).

## Biografia
És llicenciat en Ciències de la Informació (branca de Ciències de la Imatge, pel centre CEU San Pablo adscrit a la Universitat Politècnica de València) i està diplomat en Direcció Cinematogràfica per l'Escola de Cinematografia i de l'Audiovisual de la Comunitat de Madrid (ECAM). Habla español, inglés y francés.
Tot i que és més conegut com a director, també és guionista, productor, editor i fins i tot va ser dissenyador de vestuari en una ocasió per Tropismos (1995), el seu primer curtmetratge i amb el que va debutar com a director.
Plaza és conegut en el cinema espanyol per la creació de la trilogia [REC] (2007). En elles s'emula un fals documental que intenten realitzar una periodista i el seu càmera, sobre la vida nocturna en una estació de bombers. Minuts més tard, es rep una trucada d'urgència per acudir a un edifici, on hi anirà la parella que grava el documental amb la intenció de gravar un treball interessant.
Un any després de l'estrena de la primera pel·lícula, el director estatunidenc John Erick Dowdle va crear una adaptació del film de Paco Plaza, que va sortir a la llum sota el nom de Quarantine (Quarantena). La trilogia [REC] ha sumat un total de 26 premis i 17 nominacions en diversos festivals de cinema.

## Filmografia
- El segon nom (2002)
- OT: la película (2002)
- Romasanta (2004)
- Cuento de Navidad (2005) telefilm de la sèrie Películas para no dormir
- REC (2007), amb Jaume Balagueró
- REC 2 (2009), amb Jaume Balagueró
- Bunbury 3D (2010)
- REC 3: Gènesi (2011)
- Requisitos para ser una persona normal, com a productor executiu (2014)
- Verónica (2017)
- Quien a hierro mata (2019)